# Alakince
Alakince (en serbe cyrillique : Алакинце) est une localité de Serbie située dans la municipalité de Surdulica, district de Pčinja. Au recensement de 2011, elle comptait 1 535 habitants.
Alakinse est officiellement classé parmi les villages de Serbie.

## Démographie

### Évolution historique de la population
| 1948 | 1953 | 1961 | 1971 | 1981  | 1991  | 2002  | 2011  |
| ---- | ---- | ---- | ---- | ----- | ----- | ----- | ----- |
| 607  | 651  | 681  | 705  | 1 008 | 1 394 | 1 503 | 1 535 |

|  |